# Heinrichs Livländische Chronik

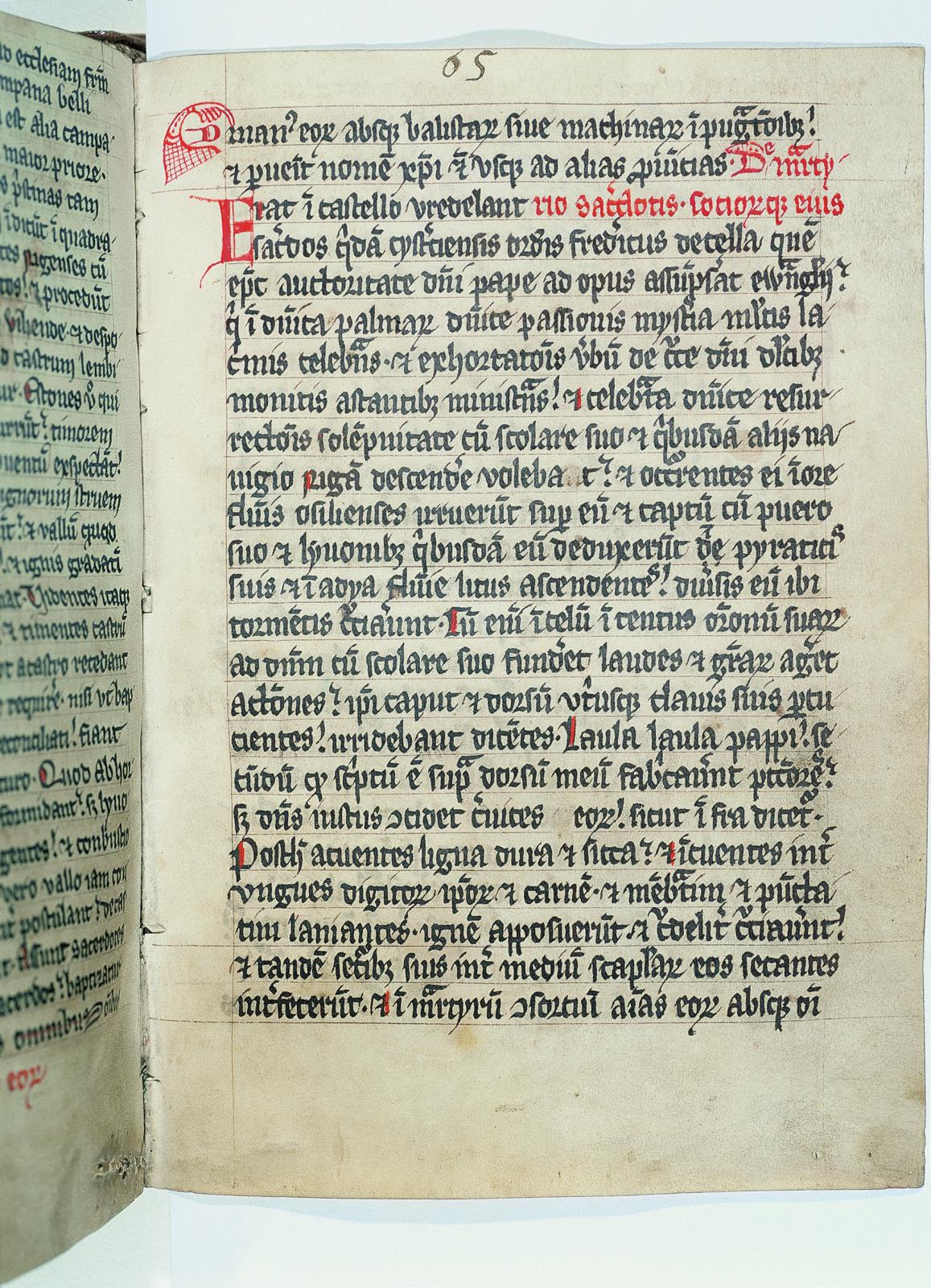
Seite einer Abschrift der Chronik

Heinrichs Livländische Chronik (lateinisch Heinrici Cronicon Lyvoniae) ist ein in lateinischer Sprache verfasster Text, der historische Ereignisse in Livland zwischen 1180 und 1227 aufzeichnete. Autor des Werkes war der Priester Heinrich von Lettland (lateinisch Henricus de Lettis). Wenn man von einigen Passagen der Nestor zugeschriebenen Kiewer Chronik des zwölften Jahrhunderts absieht, handelt es sich um die älteste bekannte Schriftquelle für diese Region. Für viele Episoden in der Frühphase der Christianisierung des östlichen Baltikums ist Heinrichs Chronik der wichtigste erhaltene Nachweis neben der Livländischen Reimchronik und der Chronik von Nowgorod.

## Hintergrund
Der Aufruf von Papst Innozenz III. zu neuen Kreuzzügen führte nicht allein zum verhängnisvollen Vierten Kreuzzug, in dessen Verlauf 1204 Konstantinopel eingenommen und geplündert wurde, sondern auch zu einer Folge von Kreuzzügen im Nordosten Europas (Nordische Kreuzzüge), die, obgleich sie im westlichen Geschichtsbewusstsein weniger Niederschlag gefunden haben, auf Dauer erfolgreicher waren. Vor diesen Kampagnen war Livland eine von heidnischen Bauern besiedelte Gegend, wo sich Händler der Hanse mit denen aus Nowgorod trafen und wo sich Handel, Kultur und religiöse Einflüsse deutscher, russischer und skandinavischer Provenienz mischten. Skandinavische Herrscher und Deutsche Ritterorden unterwarfen das Land unter Beteiligung des Klerus ihrer Herrschaft und dem christlichen Glauben.

## Inhalt
Heinrichs Livländische Chronik liefert einen zeitgenössischen Augenzeugenbericht der Ereignisse und tut dies auf eine beeindruckend menschliche Weise. Sie zeichnet nicht nur die militärischen Unternehmungen dieser turbulenten Zeit auf, sondern vermittelt auch die zwiespältige Haltung des Chronisten, angesichts der komplizierten Interessensdurchmischung von religiösen Motiven und politischen Zielen. Darin übertrifft sie den Wert der Livländischen Reimchronik, die hauptsächlich als patriotisches Ruhmlied und zur Unterhaltung an den christlichen Höfen geschrieben wurde.
Die Chronik besteht aus vier Teilen.
- I. Liber primus. De Lyvonia beschreibt Ereignisse zwischen 1186 und 1196: die Ankunft des ersten Bischofs von Uexküll, Meinhard von Segeberg, und die Taufe der Livländer
- II. Liber secundus. De episcopo Bertoldo beschreibt Ereignisse zwischen 1196 und 1198: die Ankunft des zweiten Bischofs von Uexküll, Berthold, und sein Tod in einer Schlacht mit den Livländern nahe dem heutigen Riga
- III. Liber tertius. De episcopo Alberto beschreibt Ereignisse zwischen 1198 und 1208: die Ankunft des dritten Bischofs von Uexküll, Albert von Buxthoeven, die Gründung des christlichen Ritterordens der Schwertbrüder, die Eroberung und Gebietsaufteilung Livlands zwischen dem Bistum und dem Orden, die Kriege mit den Prinzen von Polozk und den Litauern, die Eroberung des Fürstentums von Koknese und der Gebiete der Selonen.
- IV. Liber quartus. De Estonia beschreibt Ereignisse zwischen 1208 und 1226: die Eroberungszüge gegen die estnischen Landschaften, die Eroberung des Fürstentums von Jersika, Kriege mit Kurländern, Semgallier, Litauer und der Prinzen von Pskow und Nowgorod.

Das Originalmanuskript der Chronik ist nicht erhalten. Es gibt sechzehn Abschriften, die zwischen dem dreizehnten und dem neunzehnten Jahrhundert gefertigt wurden. Die älteste Abschrift, der Codex Zamoscianus, entstand am Ende des dreizehnten Jahrhunderts auf Pergament. Der Codex Zamoscianus ist unvollständig und bricht nach dem 23. Kapitel ab. Er ist nach der Familie Zamoyski benannt, in deren Bibliothek der Codex aufgefunden wurde. Heute wird er in der Warschauer Biblioteka Narodowa aufbewahrt.

## Zweck
Heinrich von Livland hat seine Chronik vom geistlichen Standpunkt aus geschrieben, nach dem die Geschichte der Kirche die bestimmende Geschichte Livlands sei. Möglicherweise war sie ursprünglich als Bericht an den päpstlichen Legaten Wilhelm von Modena gedacht, dem er von 1225 bis 1227 als Übersetzer diente. Der Legat, einer der fähigsten Diplomaten des Heiligen Stuhls, hielt sich in Livland auf, um in einem kircheninternen Streit um Gebietsansprüche zwischen dem Schwertbrüderorden und den katholischen Bischöfen zu vermitteln.